# Gongora meneziana
Gongora meneziana là một loài thực vật có hoa trong họ Lan. Loài này được V.P.Castro & G.Gerlach mô tả khoa học đầu tiên năm 2006.

## Hình ảnh

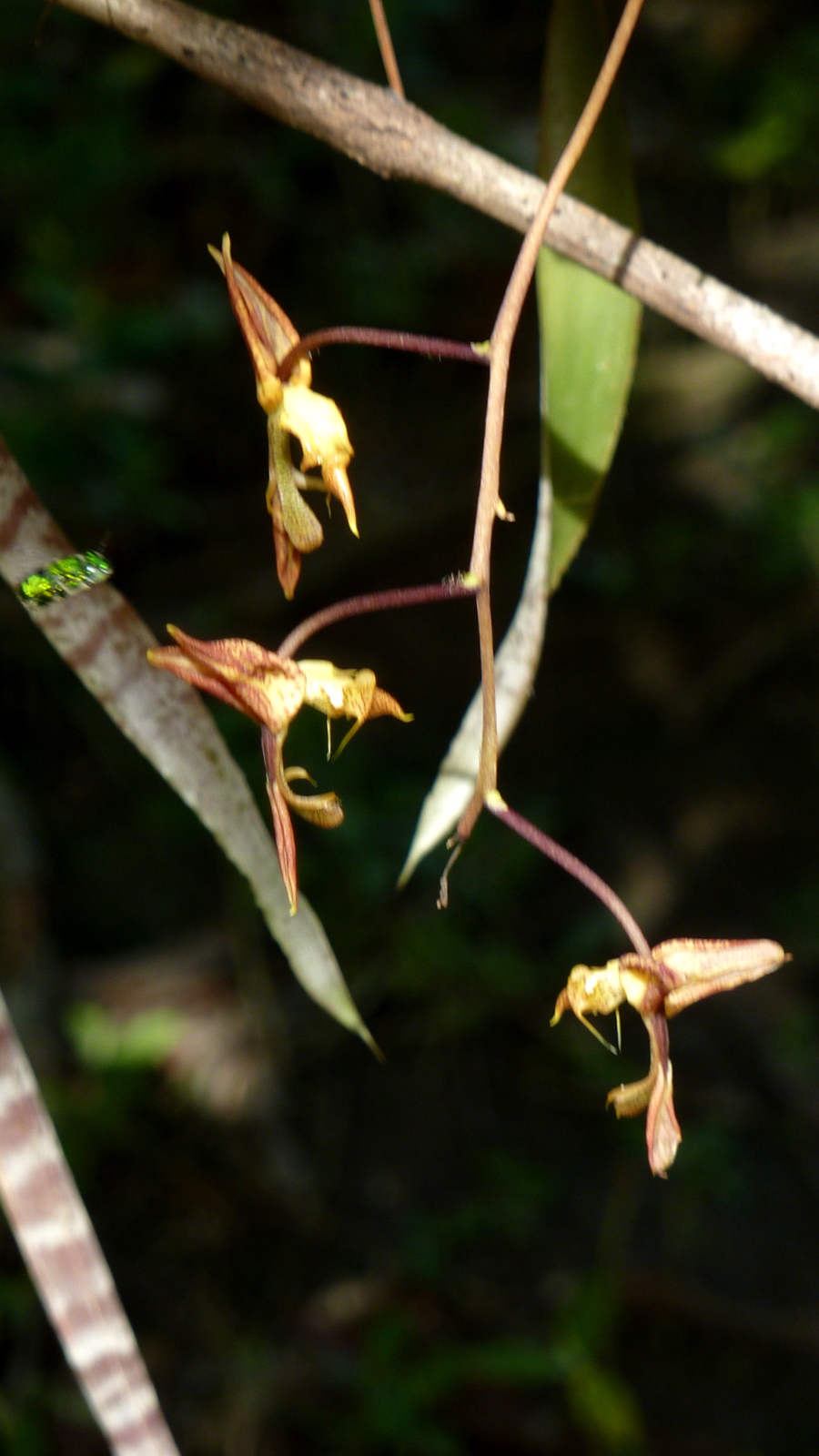
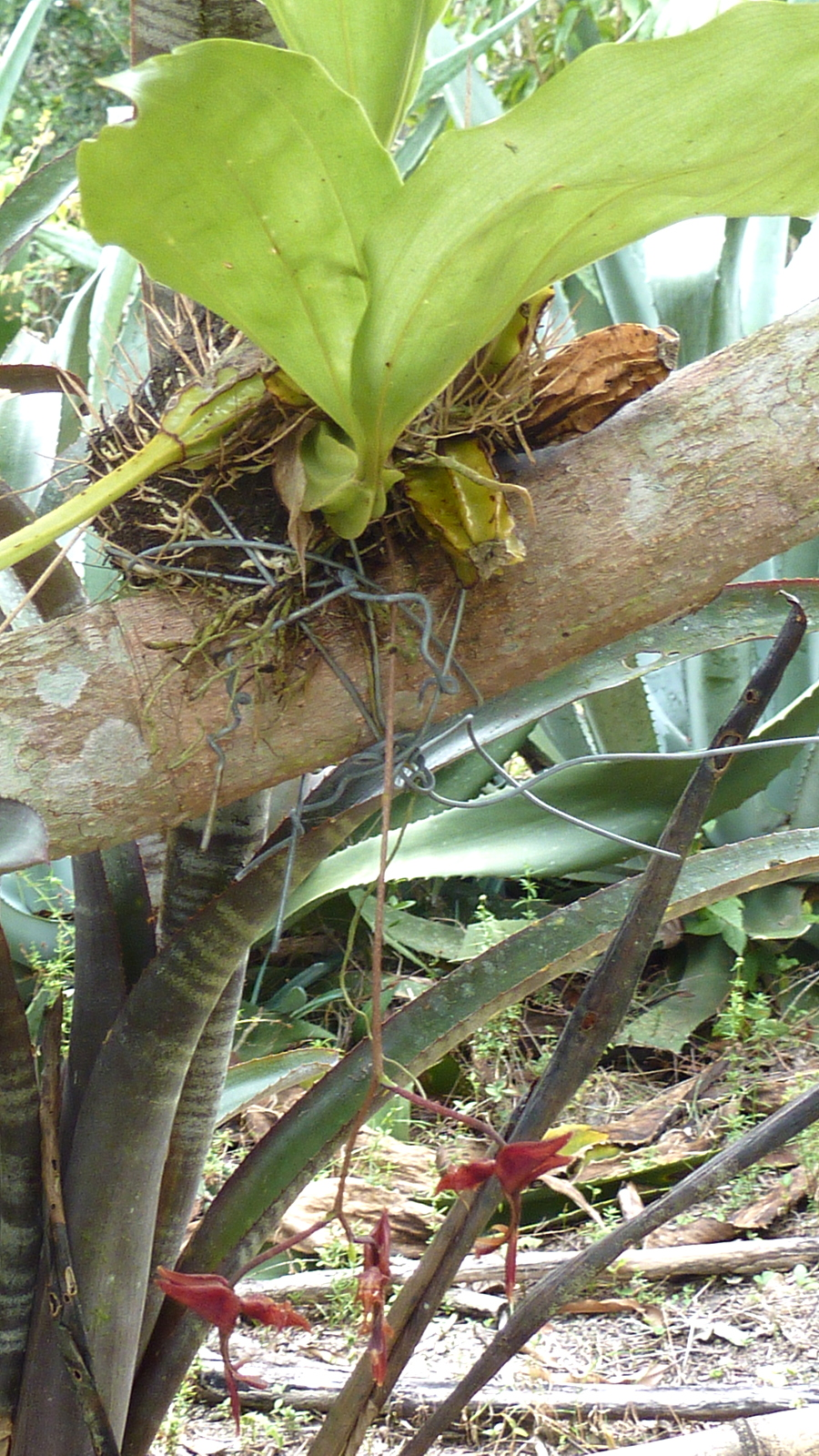